# Seeiso Bereng Seeiso
Seeiso Bereng Seeiso (Morija, 16 aprile 1966) è un principe, politico e diplomatico lesothiano.
È secondo in linea di successione al trono dopo il nipote Lerotholi.

## Biografia

### Educazione
Il principe Seeiso è nato nel 1966 nel Basutoland, secondogenito di Moshoeshoe II e di 'Mamohato Bereng Seeiso.
Intraprese i primi studi alla Iketsetseng Primary School, per poi frequentare nello Yorkshire il Gilling Castle e l'Ampleforth College. Nel 1982 tornò in Lesotho per studiare all'Università Nazionale, dove conseguì il Bachelor of Arts in Law nel 1986.
All'Università di Birmingham ottenne un master in International and Political Economy Studies, dopo aver ricevuto una borsa di studio dal Foreign and Commonwealth Office, la Chevening Scholarship, nel 1996. Per sei mesi lavorò in Israele in qualità di volontario in un kibbutz e in seguito si spostò in Cina dove studiò cinese mandarino.

### Carriera

#### Carriera politica
Fu nominato Capo Principale di Matsieng e dal 1991 fu senatore dell'Assemblea Nazionale Costituente, istituita nell'anno precedente per dare inizio alla democratizzazione del Lesotho. Dal 2015 al 2017 è stato presidente del Senato, diventando il primo senatore a essere eletto a tale carica.
Si è impegnato nello sviluppo delle pari opportunità nella riforma del diritto successorio, che nel paese favorisce gli uomini.

#### Carriera diplomatica
Dal 2005 al 2011 è stato Alto Commissario del Lesotho in Regno Unito, accreditato a Cipro, Malta, Portogallo e Spagna. In tale ruolo fu attivo nel promuovere gli investimenti in Lesotho, ad esempio nei settori del turismo e del commercio internazionale.

### Matrimonio
Il 15 dicembre 2003 sposò 'Machaka Makara, che con il matrimonio assunse il nome di Mabereng Seeiso. Con lei ha rappresentato il re Letsie III al matrimonio del principe Harry e Meghan Markle nel 2018, in qualità di unici membri di una famiglia reale straniera a essere invitati all'evento.

### Filantropia e altre attività
Nell'aprile 2006 fondò con Henry del Regno Unito l'associazione Sentebale (ovvero "Non ti scordar di me"), nome scelto in memoria della regina 'Mamohato e della principessa Diana, madri dei due principi. La fondazione si occupa di sostenere i bambini svantaggiati, soprattutto coloro che sono rimasti orfani a causa dell'HIV/AIDS.
Nel 2012 venne nominato primo Cancelliere del Center for Accounting Studies (CAS) e nel 2015 rappresentò il Mercato comune dell'Africa orientale e meridionale in qualità di Climate Change Champion.

## Patrocini
- Books for Lesotho, un'organizzazione senza scopo di lucro con sede ad Adelaide, avente lo scopo di sviluppare le librerie scolastiche in Lesotho;[1]
- Khokanyana-Phiri, ente benefico che fornisce acqua alle comunità del Lesotho e si occupa di piantare alberi per ridurre l'erosione del terreno;[1]
- Send-a-Cow, ente attivo nell'offrire cibo sostenibile e nel sostegno ai mercati locali in Lesotho;[1]
- Lesotho Society of Mentally Handicapped Persons (LSMHP).[1]

## Discendenza
Seeiso Bereng Seeiso e Mabereng Seeiso hanno due figli e una figlia:
- Bereng Constantine Seeiso;
- 'Masentle Tabitha Seeiso;
- Masupha David Seeiso.

## Ascendenza
|                           |               |                       | Genitori      |  |  | Nonni |  |  | Bisnonni                     |  |  | Trisnonni        |  |
|                           |               |                       |               |  |  |       |  |  | Nathaniel Griffith Lerotholi |  |  | Lerotholi Letsie |  |
|                           |               |                       |               |  |  |       |  |  | Nathaniel Griffith Lerotholi |  |  | Lerotholi Letsie |  |
|                           |               | Maneella 'Maletsabisa |               |  |  |       |  |  | Nathaniel Griffith Lerotholi |  |  |                  |  |
| Simon Seeiso Griffith     |               |                       |               |  |  |       |  |  | Nathaniel Griffith Lerotholi |  |  |                  |  |
|                           |               | Sebueng               | Nkuebe Letsie |  |  |       |  |  |                              |  |  |                  |  |
|                           |               | Sebueng               | Nkuebe Letsie |  |  |       |  |  |                              |  |  |                  |  |
|                           |               | Sebueng               | ...           |  |  |       |  |  |                              |  |  |                  |  |
| Moshoeshoe II del Lesotho |               | Sebueng               |               |  |  |       |  |  |                              |  |  |                  |  |
|                           |               | ...                   | ...           |  |  |       |  |  |                              |  |  |                  |  |
|                           |               | ...                   | ...           |  |  |       |  |  |                              |  |  |                  |  |
|                           |               | ...                   | ...           |  |  |       |  |  |                              |  |  |                  |  |
| 'Mabereng                 |               | ...                   |               |  |  |       |  |  |                              |  |  |                  |  |
|                           |               | ...                   | ...           |  |  |       |  |  |                              |  |  |                  |  |
|                           |               | ...                   | ...           |  |  |       |  |  |                              |  |  |                  |  |
|                           |               | ...                   | ...           |  |  |       |  |  |                              |  |  |                  |  |
| Seeiso Bereng Seeiso      |               | ...                   |               |  |  |       |  |  |                              |  |  |                  |  |
|                           | Mojela Letsie | Mojela Letsie         |               |  |  |       |  |  |                              |  |  |                  |  |
|                           | Mojela Letsie | Mojela Letsie         |               |  |  |       |  |  |                              |  |  |                  |  |
|                           | Mojela Letsie | ...                   |               |  |  |       |  |  |                              |  |  |                  |  |
| Thabo Lerotholi Mojela    | Mojela Letsie |                       |               |  |  |       |  |  |                              |  |  |                  |  |
|                           |               | ...                   | ...           |  |  |       |  |  |                              |  |  |                  |  |
|                           |               | ...                   | ...           |  |  |       |  |  |                              |  |  |                  |  |
|                           |               | ...                   | ...           |  |  |       |  |  |                              |  |  |                  |  |
| 'Mamohato Bereng Seeiso   |               | ...                   |               |  |  |       |  |  |                              |  |  |                  |  |
|                           |               | ...                   | ...           |  |  |       |  |  |                              |  |  |                  |  |
|                           |               | ...                   | ...           |  |  |       |  |  |                              |  |  |                  |  |
|                           |               | ...                   | ...           |  |  |       |  |  |                              |  |  |                  |  |
| 'Masentle Mojela          |               | ...                   |               |  |  |       |  |  |                              |  |  |                  |  |
|                           |               | ...                   | ...           |  |  |       |  |  |                              |  |  |                  |  |
|                           |               | ...                   | ...           |  |  |       |  |  |                              |  |  |                  |  |
|                           |               | ...                   | ...           |  |  |       |  |  |                              |  |  |                  |  |
|                           |               | ...                   |               |  |  |       |  |  |                              |  |  |                  |  |

## Onorificenze

### Altri riconoscimenti
- Diplomat of the Year, Africa Award, Diplomat Magazine (2008);[1]
- Certificato di riconoscimento, Starkey Hearing Foundation (2014).[1]